# 銀箔

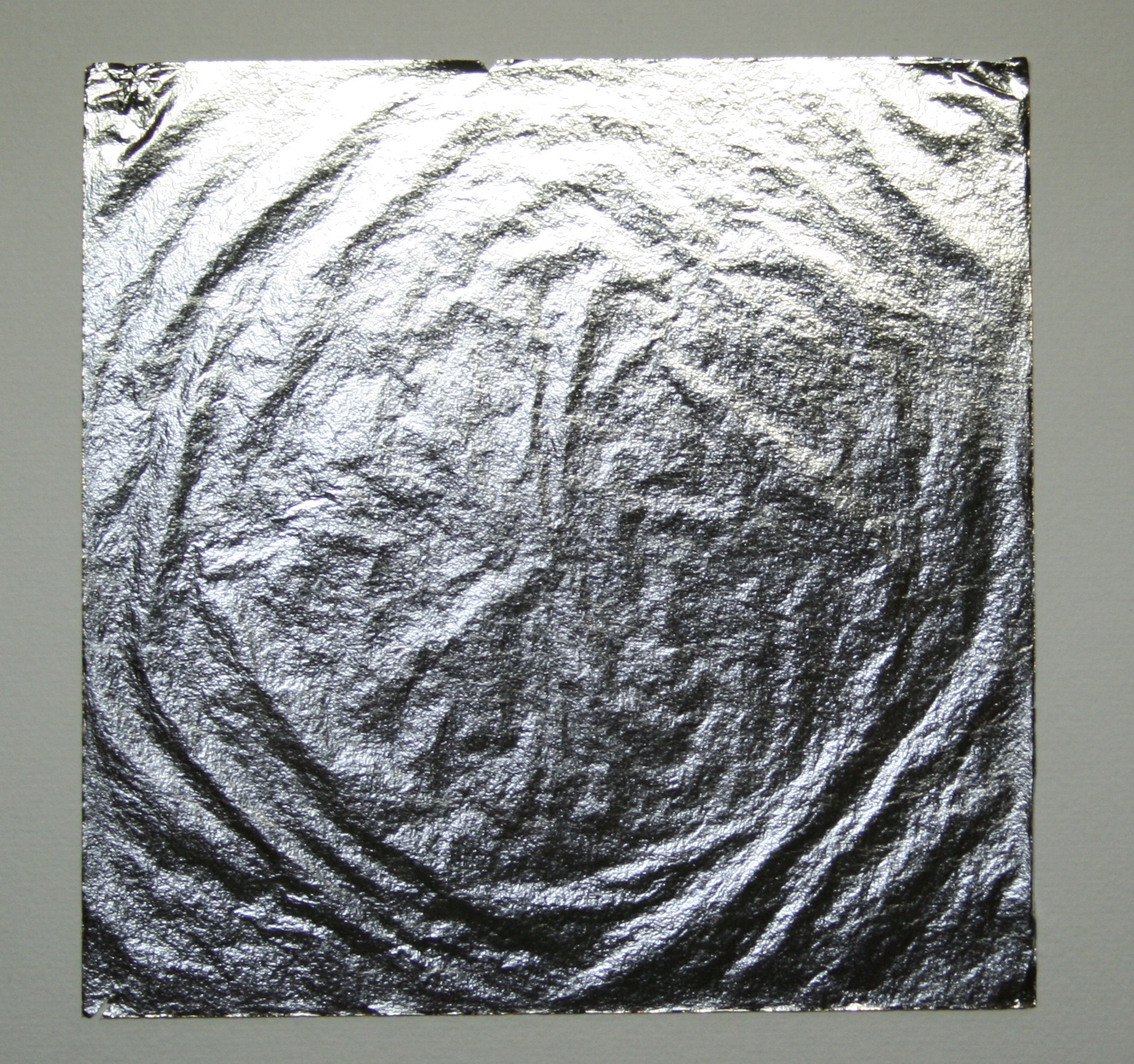
銀箔

銀箔（ぎんぱく、古くはぎんばくとも）は、銀を金槌で叩いてごく薄く伸ばし、箔状態にしたもの。金箔同様に、物体表面に貼り付ける目的で作られる。
銀は金に次いで延性・展性に富み、小さな塊をごく薄く広く伸ばすことが可能であるためにできることであるが、安定した金属である金に比べると酸などの化学変化に弱いため、製造にあたっては亜鉛やインジウム、金、パラジウムなどが添付されることもある。また、化学変化しやすい性質を逆手に取って、銀箔に特殊処理を施すことで様々な色彩を持たせたものも存在する。これらの銀箔は光陽箔、玉虫箔、赤貝箔、虹彩箔、焼箔などと呼ばれる。また、銀箔を酸化させるなどして黒く加工したものを黒箔という。金箔と同様、破れやすいので取り扱いには注意が必要である。
日本では石川県金沢市がほぼ唯一の産地であり、全国シェアは100%である。

## 用途

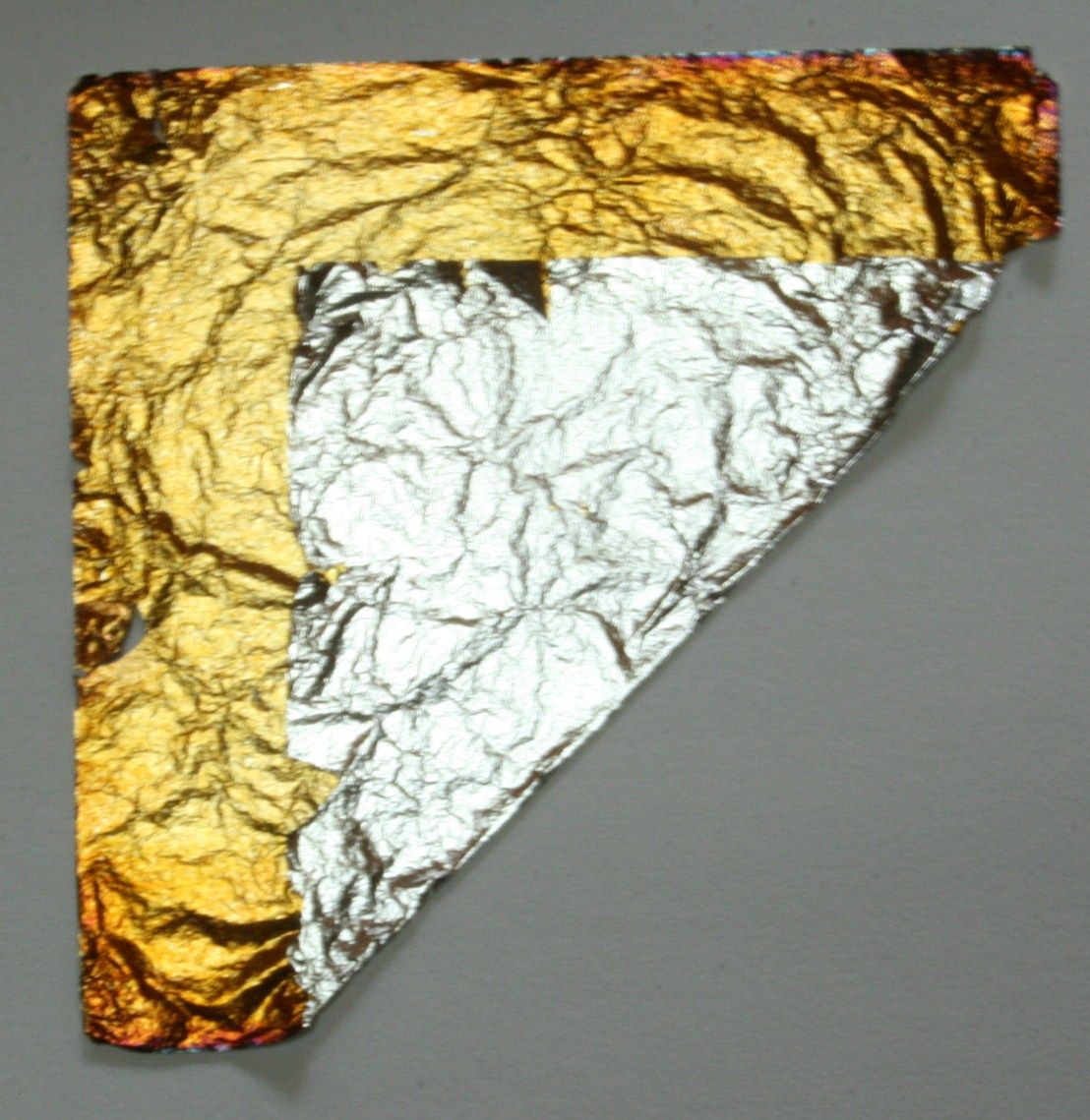
化学反応を起こし変色した銀箔

用途としては主に漆器、屏風などの工芸品のほか、歯のコーティングなどに用いられる。
他にも食用銀箔が料理や菓子の飾り付けに、また仁丹などの薬品やアラザンなどの食品ではコーティングとして銀箔が用いられる。これらは装飾目的もあるが、銀は抗菌作用もあるため丸薬などの薬品においてはコーティングする事で保存性を高める役割もある。
なお、インドでは日常的に菓子などに食用銀箔（en:Vark）が使われているが、その食用銀箔には人体に有害な物質（鉛やカドミウムなど）を大量に含んでいることがインドの産業毒物研究センターで報告されている。